# رحمان داش‌دمیروف
رحمان داش‌دمیروف (ترکی آذربایجانی: Rəhman Daşdəmirov؛ زادهٔ ۲۰ اکتبر ۱۹۹۹) بازیکن فوتبال است.
وی همچنین در تیم ملی فوتبال زیر ۱۹ سال جمهوری آذربایجان بازی کرده‌است.